# بعثة بالميس

رحلة بالميس ومعاونيه الاستكشافية إلى أمريكا

تفاصيل مسارات البعثة إلى الفلبين

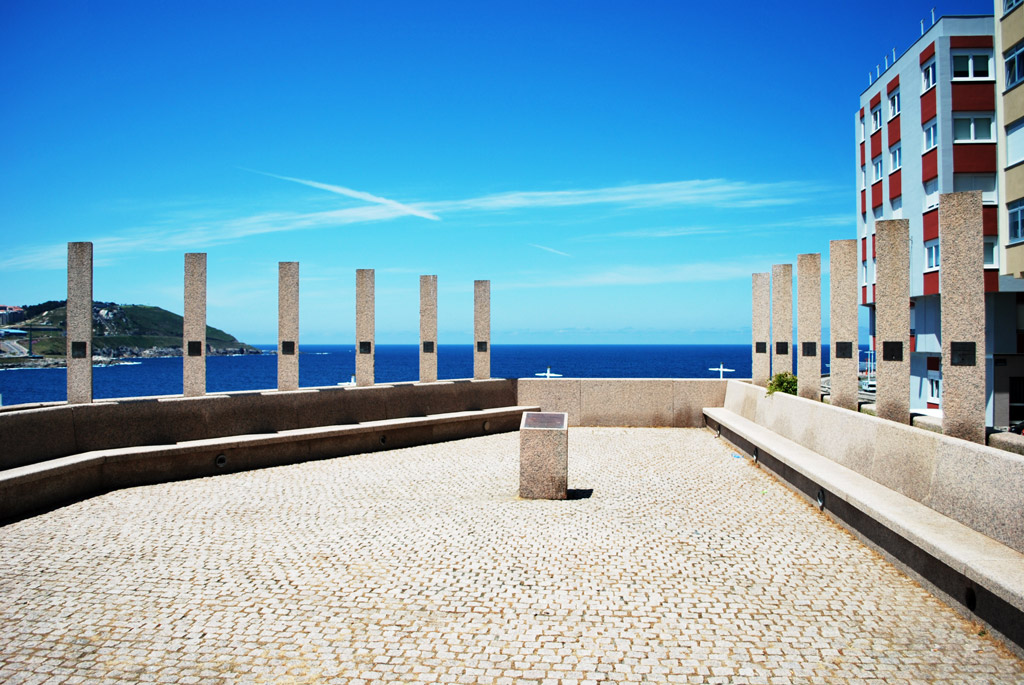
شرفة بالميس في متحف دوموس في لا كورونيا، تكريماً للمشاركين في البعثة الاستكشافية

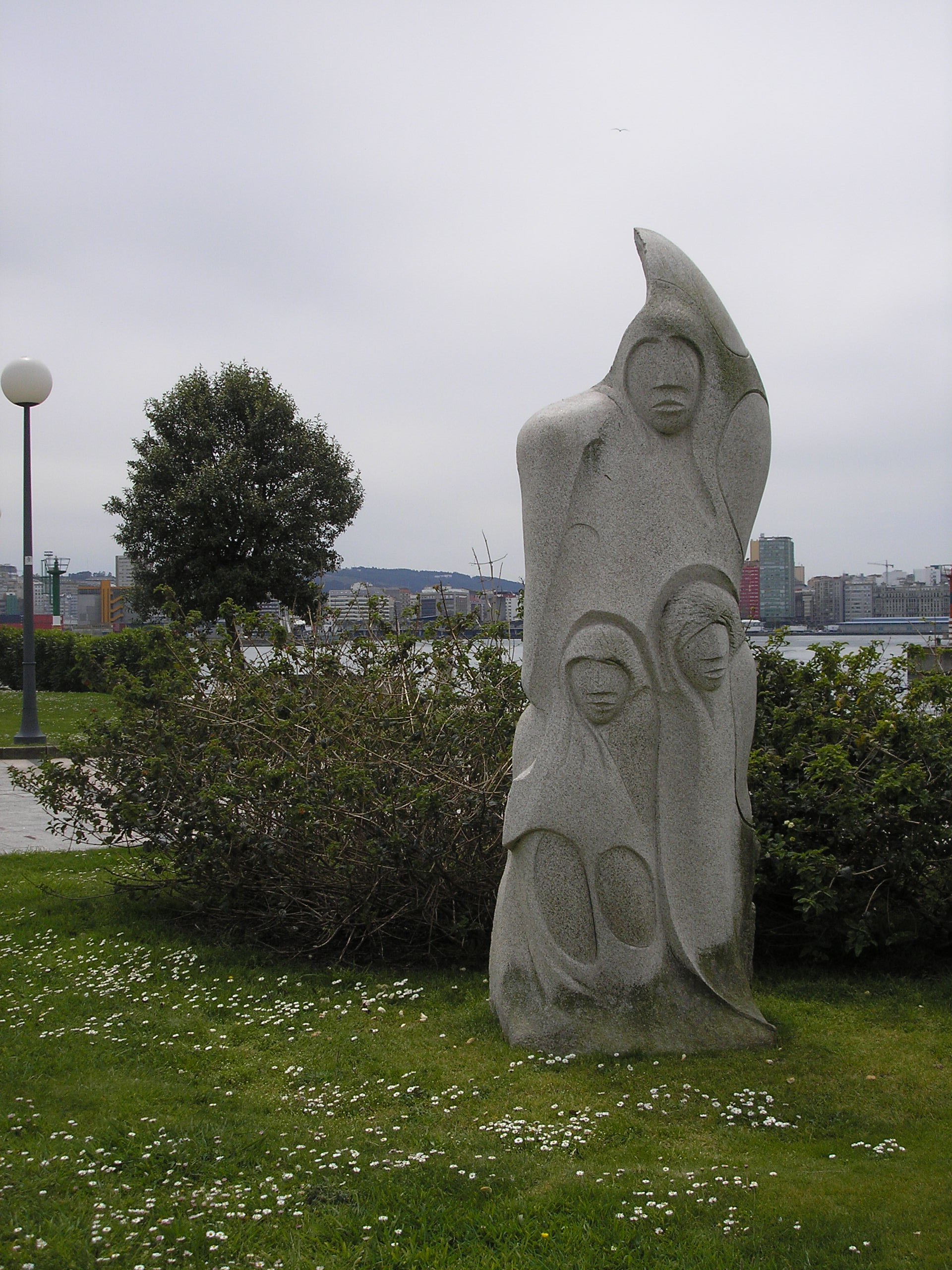
نصب تذكاري في لا كورونيا تكريماً للأطفال الأيتام الذين شاركوا في البعثة.

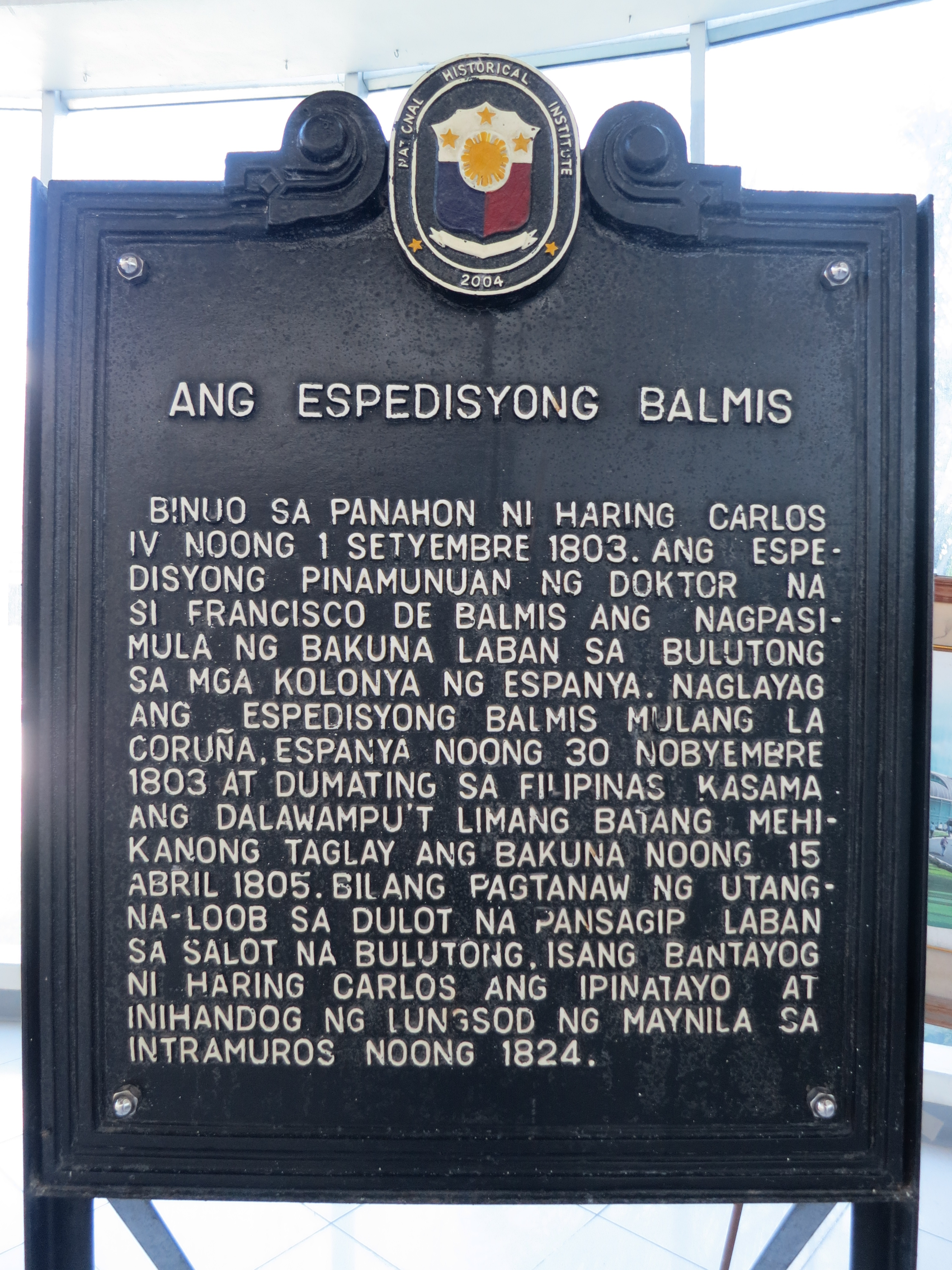
علامة تاريخية مثبتة في الفلبين لإحياء ذكرى وصول البعثة إلى جزر الفلبين.

بعثة بالميس الاستكشافية (التي أطلق عليها رسميا اسم "رحلة اللقاح الخيرية الملكية)، هي مهمّة استهدفت أمريكا الإسبانية وآسيا من 1903 حتى 1806 بقيادة الدكتور فرانسيسكو خافيير دي بالميس، هدفت لتطعيم ملايين البشر ضد الجدري. التلقيح الطبي طريقة أكثر أماناً للوقاية من الجدري من الطرق القديمة كالتلقيح التقليدي الذي اكتشفه الطبيب الإنجليزي إدوارد جينر عام 1798.

## التاريخ
انطلقت الرحلة الاستكشافية من لا كورونيا في 30 تشرين الثاني (نوفمبر) 1803. ويمكن اعتبارها أول بعثة رعاية صحية دولية في التاريخ. كتب إدوارد جينز بنفسه، «لا أتخيل أن سجلات التاريخ تقدّم مثالاً على فعل الخير النبيل جداً، بصورة واسعة النطاق مثل هذه البعثة.»
دعم الملك كارلوس الرابع طبيبه الملكي بالميس منذ وفاة ابنته ماريا تيريزا بسبب مرض الجدري. أبحرت البعثة على متن السفينة «ماريا بيتا» وعلى متنها 22 طفلاً يتيماً (تراوحت أعمارهم بين 8 و 10 أعوام) ليكونوا بمثالة ناقلات متعاقبة للفيروس؛ من ضمن البعثة كان بالميس وجرّاح، ومساعدان، واثنان من ممارسي الإسعافات الأولية، وثلاث ممرضات، وإيزابيل زيندال غوميز ورئيس كنيسة كاسا دي إكسبوسيتوس وأطفال دار أيام لا كورونيا.
أخذت البعثة اللقاح إلى جزر الكناري وكولومبيا والإدارة الملكية في كيوتو (إكوادور)، والنيابة الملكية على بيرو، وإسبانيا الجديدة والفلبين والصين. حملت السفينة أيضاً أدوات علمية وترجمات لرسالة تاريخية وعملية عن اللقاح كتبها موريو دي سارث لتوزّع على لجان اللقاح المحلية التي سيتم تأسيسها.
في بورتوريكو، تم بالفعل تلقيح السكان المحليين في مستعمرة سانت توماس (جزر العذراء الأمريكية). في رئاسة فنزويلا العامة، انقسمت البعقة في لاغوايرا. ذهب نائب الجرّاح خوسيه سالفاني إلى ما يعرف اليوم بكولومبيا وإقليم بيرو (فنزويلا، بنما، كولومبيا، إكوادور، بيرو، تشيلي، بوليفيا). استغرقت الرحلة سبع سنوات، توفي خلالها سالفاني (كوتشابامبا، 1810). انطلق بالميس إلى كاراكاس وبعد ذلك إلى هافانا، وإسبانيا الجديدة، وحافظ على وجود الأطفال الأيتام في هذه الرحلات للحفاظ على وجود الفيروس. كتب الشاعر المحلي أندريس بيو قصيدة لبالميس. في الفلبين، تلقّى بالميس مساعدة من الكنيسة الكاثوليكية، التي كانت مترددة في البداية إلى أن بادر الحاكم العام للفلبين رافاييل ماريا دي أغيلار إي بونس دي ليون بتطعيم أطفاله الخمسة. أرسل بالميس معظم الحملة إلى إسبانيا الجديدة، في حين توّجه هو إلى الصين، حيث زار ماكاو وغوانزو. وفي طريق عودته إلى إسبانيا، أقنع بالميس السلطات البريطانية في سانت هيلينا بالتطعيم عام 1806.
كتبت خوليا ألفاريز رواية خيالية للرحلة الاستكشافية من منظور المشاركة الأنثى الوحيدة، أسمتها «إنقاذ العالم» ونشرتها عام 2006.

## وصلات خارجية
- The Balmis-Salvany Smallpox Expedition: The First Public Health Vaccination Campaign in South America
- En el nombre de los Niños. Real expedición Filantrópica de la Vacuna 1803-1806. Spanish language نسق المستندات المنقولة book by the Spanish Pediatry Association.
- An account of the expedition